# ساوا پتروویچ
ساوا پتروویچ (سیریلیک صربی: Сава Петровић؛ ۱۸ ژانویه ۱۷۰۲ – ۹ مارس ۱۷۸۲) کشیش شاهزاده-اسقف اعظم اهل مونته‌نگرو بود. وی در سال 1735 جانشین خویشاوند خود دانیلو اول شد. در سال 1735 جنگ جدیدی بین روسیه و امپراتوری عثمانی آغازشد، که اتریش به زودی به نفع روسیه وارد جنگ شد. صربها در اتریش-مجارستان، بوسنی و هرزگوین، صربستان و مونته‌نگرو برای استقلال وارد جنگ شدند.در این حین فعالیت هایدوک (راهزنان و شورشیان) افزایش یافت و نه تنها بوسنی و هرزگوین تحت کنترل عثمانی، بلکه قلمرو ساحلی دالماتیا را که توسط ونیز و جمهوری همسایه راگوسا اداره می‌شد، تهدید می‌کرد ساوا همچنان به دنبال نوعی مماشات با ونیز بود، سیاستی که مناسب طبیعت محافظه‌کار او بود. هدف ساوا تأمین مرزهای بازتر برای مونته نگرو بود، منطقه‌ای که قبلاً تحت محاصره همسایه‌های غربی و شرقی‌اش  قرار گرفته بود. دولت اتریش صرب‌ها را وادار کرده بود تا روستاها و شهرهای خود را ترک کرده و به ارتش اتریش بپیوندند در همین حال ، موفقیت‌های اولیه اتریش در مبارزات علیه عثمانی ها، با حمایت داوطلبان صرب به‌دست آمد، با عکس العمل‌های جدی همراه بود، و پس از آن اتریش مجبور به واگذاری قلمرو خود شد. تا پاییز 1739 اتریشی‌ها مجبور به امضای پیمان بلگراد شدند که بر اساس آن پادشاهی صربستان (از جمله بلگراد) ، قسمت جنوبی بنات تمسوار و شمال بوسنی به عثمانی واگذار کردند. در مونته نگرو پاشای جدید آماده حمله‌ای تمام عیار شد قبایل هایلندر با انتخاب مذاکره به جای جنگ، چهل نفر از سرداران خود را برای مذاکره به محل مشخصی فرستادند اما آنها دستگیر و سر بریده شدند. ساوا که سخت تحت فشار قرار گرفت ، تصمیم گرفت تا از روسیه ارتدوکس کمک بگیردساوا شخصاً راه افتاد و در بهار بعد ، هنگامی که به سن پترزبورگ رسید از ملکه روسیه درخواست کمک کرد. ملکه وعده کمک مالی داد، اما مایل نبود که از مونته نگرو حمایت نظامی کند.. فردریک بزرگ با بازگشت به برلین ، یک صلیب طلایی زیبا به او داد ، اما چنین نشانه‌هایی ، هرچند به خوبی در نظر گرفته شده بود ، نتوانست امیدهای او را برآورده کند ، و سفر او بدون نتیجه به نظر می‌رسید. ساوا همچنین نامه‌ای به امپراطور روسیه نوشت .و اهالی مونته نگرو را در این نامه جزئی از ملت صرب اعلام کرد.
ساوا در تاریخ مونته نگرو شخصیتی به یاد ماندنی نبود و در دوره‌ای از رقابت های دائمی و تلخ قبیله ای و نبرد قدرت حکومت کرد.